# Lalakhan Orinbaeva
Lalakhan Orinbaeva (ur. 30 czerwca 1997) – uzbecka zapaśniczka walcząca w stylu wolnym. Piąta na mistrzostwach Azji w 2016 i szósta w 2018. Trzecia na mistrzostwach Azji kadetów w 2014 roku.